# Putrescine
La putrescine, ou tétraméthylène diamine, 1,4-diaminobutane ou encore butane-1,4-diamine est un composé organique de formule NH2(CH2)4NH2 appartenant à la classe des diamines. C'est un composé à l'odeur particulièrement nauséabonde, proche structurellement de la cadavérine et, comme cette dernière, principalement produite par la dégradation d'acide aminés dans les organismes vivants et morts sous l'action des enzymes protéolytiques bactériennes. La putrescine est notamment produite par la décarboxylation de l'ornithine par l'ornithine décarboxylase. Les deux composés sont toxiques en grande quantité,.
Putrescine et cadavérine sont en grande partie responsables de l'odeur nauséabonde de la chair putréfiée, mais contribuent aussi aux odeurs de mauvaise haleine et de vaginose bactérienne. On les trouve également dans le sperme et certaines micro-algues avec d'autres molécules telles que la spermine et la spermidine.

## Histoire
La putrescine et la cadavérine furent décrites pour la première fois en 1885 par le médecin berlinois Ludwig Brieger (1849–1919).

## Biochimie
La putrescine est une polyamine biogénique et est considérée comme pouvant assurer un grand nombre de fonctions physiologiques dans différents types de cellules,. Elle est notamment un précurseur d'autres polyamines importantes. Par exemple, la putrescine réagit avec la S-adénosylméthionine décarboxylée et est convertie en spermidine. La spermidine à son tour réagit avec une autre molécule de S-adénosylméthionine décarboxylée et est convertie en spermine.
Plusieurs mécanismes de biosynthèse de la putrescine existent et peuvent être concomitants, par exemple à partir de l'ornithine par l'action de l'ornithine décarboxylase. Un autre mécanisme implique l'arginine, via l'arginine décarboxylase. 
Par ses nombreuses fonctions physiologiques, elle est donc naturellement présente dans de nombreux organismes, notamment chez l'humain. La première source de putrescine chez l'humain est endogène, donc synthétisée par ses propres cellules. Ensuite, elle est apportée par l'alimentation, et enfin, elle est également produite par le microbiote intestinal.
Les principales sources alimentaires de putrescine proviennent principalement des aliments fermentés tels que les légumes (en moyenne 264 mg/kg), les sauces de poisson (98,1 à 99,3 mg/kg), les saucisses fermentées (84,2 à 84,6 mg/kg), les fromages (25,4 à 65,0 mg/kg) et le poisson fermenté (13,4 à 17,0 mg/kg). On la retrouve également dans la viande, le vin (de 1 à 200 mg/L) ou la bière. On peut également noter qu'une présence excessive de putrescine, outre sa toxicité, pose des problèmes organoleptiques et peut indiquer qu'on est en présence d'aliments avariés.

## Synthèse
La putrescine est produite à l'échelle industrielle par hydrogénation du succinonitrile, lui-même produit par addition de cyanure d'hydrogène à l'acrylonitrile.
La production biotechnologique de putrescine à partir de matières premières renouvelables semble être une alternative prometteuse à la synthèse chimique. Des recherches sur une souche métaboliquement modifiée d'Escherichia coli produisant de la putrescine en grande quantité dans un milieu riche en glucose et sels minéraux ont été publiées en 2010.

## Utilisation
La putrescine est utilisée dans la synthèse de médicaments et de pesticides. Comme de nombreuses diamines, elle est aussi utilisée dans des processus de polymérisation ; en la faisant réagir avec l'acide adipique, on obtient un polyamide, le Nylon-4,6 vendu par DSM sous le nom de Stanyl.

## Toxicité
La putrescine est toxique à haute dose. Chez les rats, elle a un taux de toxicité orale aiguë plutôt bas, 2 000 mg·kg-1.